# Les Roqueteres
Les Roqueteres és una muntanya de 1.237 metres que es troba al municipi de Sant Jaume de Frontanyà, a la comarca catalana del Berguedà.